# Операція «Ахіллес»
Опера́ція «Ахілле́с» — військова операція НАТО, частина війни в Афганістані. Її головною метою було очищення провінції Гільменд від талібських бойовиків. Операція розпочалася 6 березня 2007 року. На сьогодні вона є найбільш успішною наступальною операцією, проведеною НАТО в Афганістані. Представники НАТО повідомили, що на відміну від попередніх операцій, таліби уникали прямої конфронтації, надаючи перевагу партизанським діям.
Головну роль в операції відігравали Британські Міжнародні сили сприяння безпеці (МССБ). Основні зусилля були зосереджені на греблі Каджакай, яка є основним джерелом живлення для Афганістану, але не функціонує вже багато років, та місті поблизу неї. Однією частиною місії була Операція «Вулкан», під час якої британська Королівська морська піхота успішно зачистила велику базу талібів поблизу греблі Каджакай, а також Операція «Криптоніт», яка фактично була направлена на очищення місцевості навколо греблі.

## Підґрунтя операції

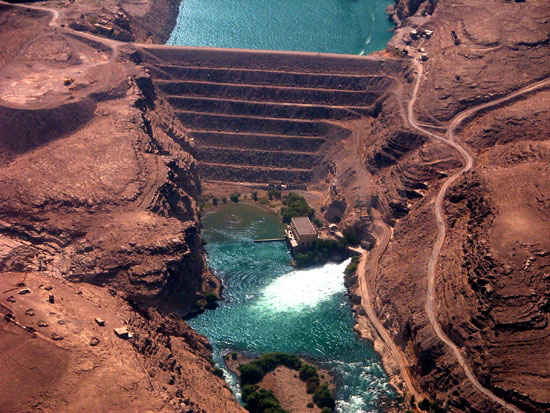
Вид на греблю Каджакай. 2004

16 березня американський генерал Ден Макнійл повідомив, що сили НАТО неодноразово вступали в бій з повстанцями в різних місцях на півдні Афганістану, але більшість бойовиків намагалися уникнути прямого протистояння з Західним угрупуванням союзницьких військ. Він також заявив, що НАТО розпочне нові операції проти талібів протягом весни і літа.

## Перебіг операції
Операція «Вулкан», як частина операції «Ахіллес», була розпочата Королівськими морськими піхотинцями для зачистки підпільної бази талібів, що складалася з 25 різноманітних, сполучених підземними ходами, будівель, розташованих біля греблі Каджакай. Королівська морська піхота, долаючи сильний вогонь талібів з різноманітної зброї (штурмових гвинтівок, кулеметів і гранатометів), систематично зачищала будівлі та ходи сполучення між ними, використовуючи підтримку мінометів та авіації.
3 квітня 2007 США і афганські сили, після отримання повідомлення з агентурних джерел про переховування молодшого командира талібів на цій території, провели спільний рейд у провінції Гільменд. Під час розвідки інформація підтвердилась. Спалахнули важкі бої, в яких 10 бойовиків загинули і двоє були захоплені в полон. Коаліційні війська втрат не мали. Доля молодшого командира залишилася невідомою.
30 квітня 1 000 бійців МССБ, разом з сухопутними військами Афганської національної армії, вирушили на північ, долиною Сангін, до міста Герешк і навколишніх сіл, повністю підконтрольних талібам. Повідомлялося про знищення понад 130 бойовиків Талібану. Але тисячі афганців влаштували акцію протесту, заявивши, що жертви були цивільними. Військові США зробили заяву про те, що бойовики були вбиті коаліційними військами, за підтримки з повітря, в ході двох окремих боїв в західній провінції Герат. В рамках операції, британські офіцери збудували значну кількість патрульних баз для Афганських національних сил безпеки.
Вбивства викликали гнівний протест — другий в країні протягом двох днів — місцеві жителі стверджували, що коаліційні сили вбили цивільних осіб. Герат, на кордоні з Іраном, був відносно безпечним до недавнього часу, в порівнянні з півднем і сходом країни, де таліби проявляли найбільшу активність. Обидва зіткнення відбувалися в долині Зеркох, на південь від міста Шінданд, де коаліційні війська мали велику базу, орієнтовану на проведення дій в провінції Фарах.
Під час 14-годинного бою, котрий очолювали війська США разом з афганськими силами, було вбито 87 бойовиків. Ще 49 талібів, у тому числі двоє лідерів, були вбиті двома днями раніше, в результаті необдуманого нападу групи талібів на коаліційний патруль в іншій частині долини. Однак місцеві чиновники заявили, що серед убитих був 51 мирний житель, включаючи жінок і дітей.

## Хронологія подій
- квітень 2007 — розпочинається Операція «Вулкан» — британська операція, складова частина основної операції, спрямована на зачистку бази талібів біля гідроелектростанції Каджакай
- 1 травня — на півдні Афганістану, командувача НАТО, генерал-майора Тона ван Луна з Нідерландів, змінив генерал-майор Джако Пейдж з Великої Британії
- 13 травня — в провінції Гільменд, у зіткненні з коаліційними силами, був знищений Мулла Дадулла, один з головних командирів бойовиків Талібану та найдосвідченіший стратег талібської сторони
- 18 травня — були нанесені прицільні авіаудари по конвою бойовиків Талібану, котрі залишали акцію протесту у західній частині Афганістану (губернатор провінції повідомив, що загинуло 14 і поранено 10 осіб)
- 21 травня — таліби влаштували засідку на об'єднаний американсько-афганський патруль, в південному містечку недалеко від провінції Гільменд, що призвело до затяжного бою із залученням авіації, загинуло 25 ймовірних бойовиків
- 30 травня — операція «Ахіллес» закінчилася, і розпочалася нова — Операція «Пікакс-гендл»[6]